# Іванов Сергій Васильович (кінооператор)
Іванов Сергій Васильович — радянський російський кінооператор.

## Життєпис
Народився 24 лютого 1905 р.
Закінчив Ленінградський фототехнікум (1928). Працював на кіностудіях «Белгоскіно» і «Ленфільм».
Помер у жовтні 1966 року в Ленінграді.

## Фільмографія
Зняв кінокартини:
- «Ненависть» (1930, у співавт.)
- «Навала» (1945)
- «Зірка» (1949, у співавт.)
- «Бєлінський» (1951, у співавт.)
- «Світло в Коорді» (1951, Державна премія СРСР, 1952)
- «Весна в Москві» (1953, у співавт.)
- «Майстри російського балету» (1953, фільм-балет)
- «Велика родина» (1954)
- «Щастя Андруса» (1955)
- «Вулиця сповнена несподіванок» (1957, у співавт.)
- «Обережно, бабусю!» (1960)
- «Дівча, з яким я товаришував» (1961, у співавт.)
- «Порожній рейс» (1962, 2-й оператор)
- «Усе залишається людям» (1963)
- «Зайчик» (1964)
- «Снігова королева» (1966) та ін.,

а також український фільм «Танкер „Дербент“» (1941, Одеська кіностудія).